# Мовне кліше
Кліше, в тому числі «мовне кліше», «мовний штамп», «коронна фраза», «штамп», в перен. «заштампованість» — вираз, ідея, або елемент художнього твору, який був перевантажений на межі втрати свого первинного сенсу. Штамп у сферах мистецтва, літератури, музики та кіно стосується ставлення до ідеї минулого або виразу. В усному мовленні «штампи» — це різні клішовані вислови, «часто повторюваний засіб висловлювання думки, який справляє негативне стилістично-змістовне враження» чи «мовний стереотип іноді з негативним забарвленням». Поняття стосується не лише лінгвального (мовного), а й  — екстралінгвального (когнітивного) втілення.

## Поняття
Це стильові фіксації, позначені специфічним оцінним маркуванням використовуваним для опису чогось так багато, що воно зношується і використовується тільки стереотипно або за звичкою, а сенс повністю втратив своє значення. Це усталені вислови, які розглядають як стилістичні засоби, фігури мови або штампи. Ефекти часто змінні, і можуть бути відносно близькі до іронії, відносно близькі до трюїзму, стереотипні чи «заштамповані». Позначення «штамп» тут використовується і для опису передбачуваних дій, подій або ідей. Деякі кліше — це просто стереотипи, інші — трюїзми. Мовні кліше стають штампами коли ідея або формула, яка часто зустрічається в тих самих умовах стає банальною, «використаною». Штамп — мовний зворот, що багаторазово повторюється без творчого осмислення. Також, мовні кліше це часто метафори у спілкуванні у формі фраз «час як собака» або «голодний як пес», котрі дуже поширені в мові, тому вони семантично стають автоматичними та прозорими. Мовні кліше є фігурою мови, в якій використовується і метафора, яка втратила свою силу, але цим багато хто користується. Найважливішою характеристикою кліше є те, що вони спочатку були оригінальними, дотепними та винахідливими.
Поняття «друкарське кліше» виникло з появою репродуктивних технологій в поліграфічному відтворенні на початку XIX-го століття, щоб точно скопіювати документ, надруковану сторінку або зображення і відтворити їх тиражуванням. Згодом слово «кліше» стало фігурою мови, яка полягає в застосуванні «стереотипного тиражування» виразу в мові. Сюди належать кліше як окраса мови; кліше, яких потрібно уникати у процесі комунікації; закостенілі кліше. Це стереотипний засіб членування ситуації та її опису набагато глибше, ніж усвідомлює кожний із комунікантів.
Мовне кліше є лише стильовим орієнтиром для адресанта і фоновим рівнем сприймання для адресата. У певному мовному акті стереотип становить фон, на якому відбиваються індивідуальність кожного учасника процесу комунікації. Лінгвісти попереджають про те, що кліше за механічного перенесення в неприродні для них стилі перетворюються на штампи. Стереотипна комбінація слів, яка використовується досить часто (або ж неадекватно) у процесі комунікації, може призвести до її кваліфікування як банального і навіть примітивного поєднання слів.
Метафора в штампі може бути оптимальним засобом маніпуляції, оскільки механізм метафоричного переносу засновується на асоціативно-образній природі людського мислення і така метафора тут являє собою вже готовий образ-штамп. Тому адекватність сприйняття може деформуватися ідеологічними штампами чи офіційними міфами. Кліше та мовні штампи є одними з найважливіших когнітивних компонентів політичної комунікації — що окрім функціонально-стилістичних особливостей комунікації (одне поняття засвоюється легше, чим два чи кілька), стають наче проєкцією ідеологічних постулатів та комунікативних намірів адресанта.
Ототожнення фразеологічних одиниць із мовними кліше є виправданим до певної міри на рівні функціонування, проте не за семантичним наповненням. Штамп стосується як фразеологічних одиниць, так і об'єктів.

## Класифікація
Кліше і штампи можуть бути класифіковані за різними підходами: за сферами (політика, література, музика, театр, кіно чи інші близькі до телебачення сфери), за вираженням (мовні — ідеологічні, псевдосиноніми, оканцерялювальні, граматичні і т. д.; стильові, монтажні — що суттєво різниться, наприклад, від стилістики театру, кіно чи інших близьких до телебачення сфер) і т. д.

### Приклади
Штампи були вельми властиві тоталітарній новомові — як надійний засіб привнести в мовлення надмірну узагальненість, змістову невизначеність.
- Зазвичай кліше має певні національно-культурні особливості й репрезентує ідіоматику мови:

- «Україна для людей» (із виступів депутатів різних політичних партій, Перший національний канал);
- мовні кліше в мовленні політиків. Кліше-волевиявлення: «хочу запевнити, що докладу всіх зусиль для забезпечення якісного виконання завдань, які покладені на службу»; Фахівцями визначено понад 200 слів і словосполучень, що складають усталений шар штампованих, стереотипних одиниць вітчизняного парламентського дискурсу.
- кліше, що побутують переважно в офіційно-ділових паперах (утім, вони не рідкість і в наукових текстах, надто в науковому жаргоні): «вирішувати питання», «докладати зусиль», «забезпечити реалізацію», «здійснити комплекс заходів», «проводити роботу», «розв'язувати завдання», «надання законної сили», «надати допомогу», «взяти участь», «вжити заходів», «у зв'язку з тим, що», «внаслідок того, що», «незважаючи на», «у відповідь на», «беручи до уваги», «висунути вимоги», «накласти стягнення», «скласти повноваження», «безвідповідальне ставлення», «пакет законів», «згідно з…», «відповідно до…» .
- мовні кліше в офіційно-діловому стилі: «Лист складається»; «У разі чого-небудь доведеться скоротити»;
- В часи німецько-радянської війни у зверненнях ідеологічної радянської пропаганди звучали релігійні штампи; «брати і сестри», «священна війна» тощо. Гасла-штампи протиставлення «прогресивного соціалізму» і «загниваючого капіталізму», ритуальні звертання до партії та її вождя тощо, утвердилися в радянському суспільстві, журналістиці, художній літературі ще до початку масових репресій 1933–35 рр. та 1937 р.
- стилістичне кліше в радянській фразеології «вічно живий» (про В. І. Леніна; має чіткі ознаки, які відображають радянський спосіб життя і радянську культуру та політику); «ровесник — жовтень»; «палій — війна», «Революційна законність», «революційне право», «соціалістична етика». Величезне значення в цьому відігравала радянська преса, насамперед центральні газети, які активно виконували свої функції навіювання пропагадистських штампів «революційної боротьби», «інтернаціональної пролетарської єдності в побудові світлого соціалістичного життя», та з іншого боку, боротьби з «буржуазнонаціоналістичними» і «троцькістсько-бухарінськими» («актуальними» саме на той час) «ухилами».

- мовні штампи нестримного і лицемірного славослов'я у радянській фразеології, що існували під знаком культу Сталіна і гігантоманії, котрі підлабузники «на місцях» вимагали від пересічних громадян щоденно, мало не щогодини підтверджувати їх відданість партії і уряду, персоніфікованих в «геніальність» Сталіна: «батько народів», «мудрий вождь і вчитель», «найкращий друг» (колгоспників, доярок, артистів тощо), «Великий вождь прогресивного людства», «геніальний наступник справи Маркса-Енгельса-Леніна», «геніальний керманич країни соціалізму», «великий полководець революції», «організатор великих перемог», «прапороносець миру в усьому світі» тощо.
- Винокур Григорій Осипович про мовний штамп «воєнний комунізм»: |                               | ««Не можна відгороджуватися словами: «то була епоха воєнного комунізму», а тепер епоха НЕПу». По-перше, не треба так захоплюватися, не треба до втрати почуттів повторювати: «воєнний», «воєнний комунізм». Що ж це, як не мислення штампами? Наклеїли люди ярличок: «воєнний комунізм» — і заспокоїлися. А коли доводиться подумати, то до цього ярлика як втамовуючого сумніви засобу і апелюють: сказано адже — «воєнний комунізм» — чого вже тут турбуватися; тепер «епоха» НЕПу — нічого не вдієш. І саме та обставина, що «військовий комунізм <...> зовсім не був тільки військовим — до чого звикли любителі ярличкової фразеології — самим блискучим і повним чином ілюструє твердження про те, що невідчувана форма робить неможливим і реальне відчуття змісту» |
| — Г.О. Винокур 1923: 114 [18] | |

- У науковому жаргоні семантично збіднені штампи теж допомагають «розмити» зміст повідомлення, зробити думку туманною й неконкретною.[12] Через штампи в реченні штучно зростає кількість слів, а кількість корисної інформації нітрохи не збільшується, бо йдеться про банальні, самоочевидні речі. Для наукового тексту це абсолютно недопустимо.[12] Приклад: «Реалізація завдань, пов'язаних з підвищенням якості сучасної фізичної освіти, значною мірою визначається рівнем фахової підготовки вчителя фізики» → «Якість сучасної фізичної освіти значною мірою залежить від підготовки вчителів фізики». Штампи збільшують обсяг тексту, знеособлюють, вихолощують, позбавляють наукове мовлення його дієвості, знижують вплив на читача, залишають враження пустопорожнього словоблудства.
- особлива фраза певної людини, наприклад Задорнов зі своєю коронною фразою «Ну тупыыые»;
- Коронна фраза Елмера Фадда — «Be vewy vewy quiet, I'm hunting wabbits» (Будь дузе дузе тихим! Я полюю на кволиків)
- Коронна фраза Рафаеля (Саркастичного чоловіка, вигаданий персонаж мультсеріалу «Сімпсони») — «Або береш, або на вихід» — коли працює продавцем у магазині;
- Кіт Сільвестр із мультсеріалів виробництва компанії Warner Brothers, котрий розмовляє з дефектом мови (шепелявить і плюється на манер Даффі Дака), часто повторює коронну фразу «Sufferin' Succotash»;
- Метафора «думати поза коробкою», яка означає «думати по-іншому, нестандартно або з іншої точки зору» стала коронною фразою-кліше, яка стала широко використовуватися в бізнес-середовищі, а особливо в середовищі консультантів з питань управління та виконавчих тренерів;
- Майкл Баффер відомий своєю коронною фразою, яку виголошує перед кожним боєм: «Let's get ready to rumble!» — «Приготуйтеся до бійки»;
- Коронна фраза Моніки Геллер — «I KNOW!»;
- Барні Стінсон (персонаж телесеріалу «Як я зустрів вашу маму») відомий своєю коронною фразою «Леген…зачекай, зачекай…дарно! Легендарно!».
- На початку та в кінці кожного шоу «Кенан і Кел» Кел промовляє свою коронну фразу: «О, почалося!»;
- Коронна фраза Джої з телесеріалу «Друзі» — «Як життя?»;
- Футурама — мультсеріал, що вдало глузує з усіх можливих штампів та помилок фантастики.
- «корабель пустелі» (вираз для позначення верблюда)
- «червоний телефон», «фронт польових робіт», «спортивний дует», «узи шлюбу».
- кліше подяки: «Дай Боже здоров'я»; «Дай Боже, дякувати за добре слово»;[7]
- Мовні кліше, які функціонують у конфесійних текстах, розкривають канони і стильові домінанти релігійного дискурсу: «З Божого благословення»; «Бог благословить»; «Господь являє знамення Своєї благодаті»;[7]
- кліше мас-медійного дискурсу: «на думку незалежних експертів», «далі у програмі»; маркери нефактуального статусу інформації: «говорять, що»; «ходять чутки про».
- Штамп, вкладений в уста дитини, спотворює мову та стиль значно більшою мірою, ніж уживаний дорослим, бо він різко випадає зі стилю дитячого мовлення і не помітити його неможливо. Так, неприродно звучать слова стильовою штучністю: «не покладаючи рук», «допомагає і словом, і ділом…», «„…з радістю погодився… моєму захопленню не було меж…“», «Було дуже жаль, що трапилась така неприємність», «„зі сльозами на очах.“».[19]
- за представниками народу ром створився своєрідний «образ-штамп» зі сценами ворожіння, часто в супроводі дитини, яка витягає гаманця.[20]
- образ Соловків є образом-штампом, який підсвідомо сприймається як місце катування й загибелі десятків тисяч невинних людей.[21]
- «Загниваючий Захід» — типове політичне кліше,[22][23] реакційний образ-штамп. Саме «ворожий Захід», на думку людей прорадянських поглядів, зруйнував СРСР і протягом 1990-х рр. незалежної Української держави безконтрольно «розбещував» молоде покоління українців європейською культурною продукцією (кіно, музика, література тощо), руйнуючи радянську мораль, котра, на їх переконання, була «не такою вже й поганою», містила цілу низку позитивних якостей і т. д.[23] Навіть український культоролог В. Полікарпов на межі ХХ–ХХІ ст. видається не просто короткозорим, але таким, що розкриває істинний рівень культурної свідомості й оцінки інтернаціональних здобутків мистецтва XX століття:[24] «Про наслідки цієї культурної війни, про американізацію європейських культур говорять і французи, й італійці, і греки, й інші європейці, яких спокусили принади американських кіно- та телебойовиків, року й джазу, кока-коли й жувальної гумки».[25] Такі реакційні погляди штампувались ще набагато раніше 1990 року.
- До політичних символічних сакралізованих штампів «Руского міра» належать: ідеологема-символ «Культ Великої перемоги» й «георгіївська стрічка», «великий полководець Сталін», «Севастополь — місто російської слави», «Крим — наш!», «Новоросія», «народне ополчення ДНР» (котре рятує від «карателів-фашистів») тощо.[26] Ця історія отримала розвиток вже під час війни на Сході України, коли свої сакралізовані штампи Росія перетворила на символи розпалювання ворожнечі між жителями Донбасу та решти України: «Правий сектор» і бандерівці проти «деды воевали».[27] «9 Травня» стало невід'ємним елементом цього символічного ряду саме в період війни на Донбасі, коли гасло «Деды воевали!» надихає багатьох ідейних російських імпершовіністів їхати вбивати міфічних «жидобандерівців», які буцім-то «безперервно бомблять мирних мешканців».[26][27] Політичні кліше (фрази) використовуються для того, щоб викликати позитивні емоції у слухачів, змоделювати картину світу і потім визначити вчинки і поведінку не тільки на міжособистісному, а й громадському (аж до урядового) рівні. Стереотипи стають такими після багаторазового повторення політичних кліше і фіксації їх в свідомості багатьох людей.

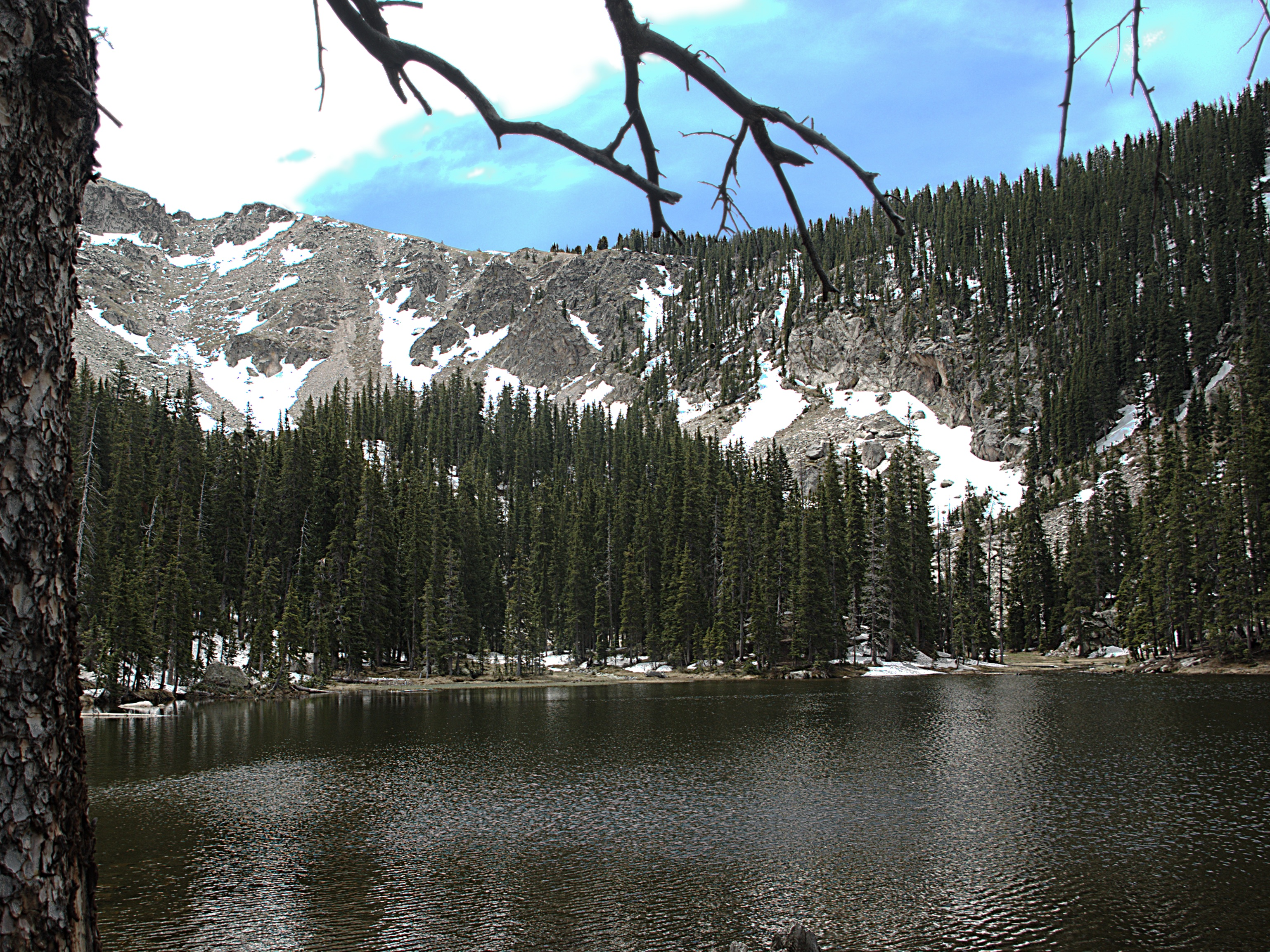
Використання гілки дерева для «кадрування» сцени з пейзажем можна вважати кліше в художній роботі, яке використовується настільки часто, що воно втрачає своє початкове значення або ефект, особливо якщо раніше прийом вважався новим та значним.

- «два братерські народи зі спільною історичною долею»[28] — світоглядний штамп французької дослідницької думки.

Висловлена думка, вербалізована у пареміях, стосується, безумовно, не лише слова, але й цілісних словесних штампів.
У повістях Т. Шевченко часто пародіює літературні штампи (наприклад, архаїчні форми звернень до читача) і форми оповіді (високий стиль часто не відповідає побутовому характеру описаних подій).

### Кліше і штамп як елемент художнього твору
Слово часто вживається для опису часто повторюваних кліше в різних напрямках мистецтва. Штампи часто використовувалися за відсутності нових ідей, або навпаки, для здійснення будь-яких сюжетних дій. Також слід враховувати, що зважаючи на величезну кількість випущених фільмів, книг і музики важко уникнути повторення.
Деякі мурали можуть відтворювати в собі набір традиційних стереотипних образів-штампів.
Стереотип і штамп є важливими способами побудови мови художнього тексту в мистецтві, і особливо у масовому мистецтві — такому, як кінематограф. Часто трапляється, що зображення історії у кіно або від початку хибне, або зводиться до повторювання певних стереотипів, нав'язування у масову свідомість ідеологічних кліше, політтехнологічних штампів. В СРСР навіть кінокартини суто дитячого художнього жанру за сюжетом були переповнені ідеологічними штампами і не стільки слугували засобом виховання загальнолюдських норм моралі, скільки передбачали насадження фанатичної відданості справі комуністичного будівництва. Проте, у кіномистецтві існують і загальні правила, які значною мірою ґрунтуються на штампах. Також, в історії кіномистецтва часто траплялося, що творчі знахідки майстра, які тиражувалися численними наслідувачами, перетворилися на кіноштампи.
У фільмі «Аероплан!» (англ. Airplane!, 1980) багато пародійних моментів на деякі штампи, що використовуються режисерами фільмів-катастроф. У Комедії «Цілком таємно!» (англ. Тор Secret!, 1984) і «Голий пістолет» (англ. The Naked Gun:From The Files Of Police Squad!, 1988) глузують зі штампів шпигунських і поліцейських стрічок.
Див. також: Кліше (мистецтво)

### Штампи в українській тележурналістиці
Сюди належать не лише мовні, але й стильові, монтажні та інші кліше:
- з мовних штампів виділяються псевдосиноніми, останнім часом запозичені українською мовою з зарубіжної практики: «спікер парламенту», «губернатор», «мер» тощо. Вони не вирізняються юридичною точністю, не відображають реалій незалежної України, де маємо «Голову Верховної Ради», «голову обласної державної адміністрації», «міського голову» і подібне.[35]
- підкреслено суцільне вживання тележурналістами, дикторами й ведучими проривного звука «ґ» замість «г».[35] Чимало з них чомусь вважають це нормою сучасної української мови. Тоді як словник Б. Грінченка налічує лише близько 270 слів, де вживається «ґ» (хоча він і не вичерпує усього відповідного лексичного запасу тодішньої української мови)[35]
- механічно вживані журналістами й ведучими кальки з російської мови.[35]
- шаблонний відеомонтаж: показ у приміщеннях органів влади (Верховної Ради, обласних державних адміністрацій тощо) масивного годинника з боєм, позолочених ручок на вхідних дверях і подібне.[35]
- плани на кшталт: механізатора (фермера, керівника агропідприємства), який розминає у жмені зерно нового врожаю чи грубі, зашкарублі руки селянки в її пелені.[35]
- догматичне дотримання теоретичних правил монтажу телевізійних кадрів — чергування, у певній послідовності, крупних, середніх і загальних планів.[35]
- інформаційні випуски на багатьох українських каналах складаються (верстаються) за однією й тією ж схемою: спершу подаються новини політики, потім — економіки та соціальної сфери, а вже наприкінці (перед прогнозом погоди) — культури й спорту.[35]
- репортажі з місця події часто будуються (штампуються) за таким стилістичним кліше: спочатку автор (журналіст) начитує текст про цю подію, на який на монтажі накладаються відповідні відеокадри. Потім йде синхрон: пряма мова того чи іншого учасника події, як правило, урядовця, політичного діяча тощо з відповідним титром, а завершує репортаж ще одна журналістська начитка.[35]